# Narambuenatitan palomoi
Il narambuenatitan (Narambuenatitan palomoi Filippi et al., 2011) è un dinosauro erbivoro appartenente ai sauropodi. 
Visse nel Cretaceo superiore (Campaniano, circa 75 milioni di anni fa) e i suoi resti fossili sono stati ritrovati in Sudamerica (Argentina).

## Classificazione
Questo dinosauro è stato descritto per la prima volta nel 2011, sulla base di uno scheletro incompleto di un individuo subadulto. I resti fossili comprendono parte di un cranio, alcune vertebre (principalmente caudali), frammenti di costole, parte degli arti anteriori, cinti scapolare e pelvico incompleti e un femore sinistro incompleto. Questi resti hanno permesso ai paleontologi di ricostruire e classificare Narambuenatitan come un appartenente ai titanosauri, un gruppo di sauropodi particolarmente diffuso nel Cretaceo dei continenti meridionali. In particolare, Narambuenatitan sembrerebbe essere stato strettamente imparentato con Epachthosaurus, un altro titanosauro sudamericano relativamente primitivo. Le affinità tra i due animali si riscontrano principalmente a livello delle vertebre caudali, con una spina neurale allungata posteriormente. Come tutti i sauropodi, Narambuenatitan era dotato di collo e coda lunghi, corpo voluminoso e arti colonnari. I resti fossili provengono dalla formazione Anacleto.